# Mosquée El Hentati
La mosquée El Hentati (arabe : جامع الهنتاتي) est une mosquée tunisienne située à l'ouest de la médina de Tunis, dans le souk El Leffa, appelé également souk des Djerbiens, destinée aux adeptes de l'ibadisme.

## Localisation

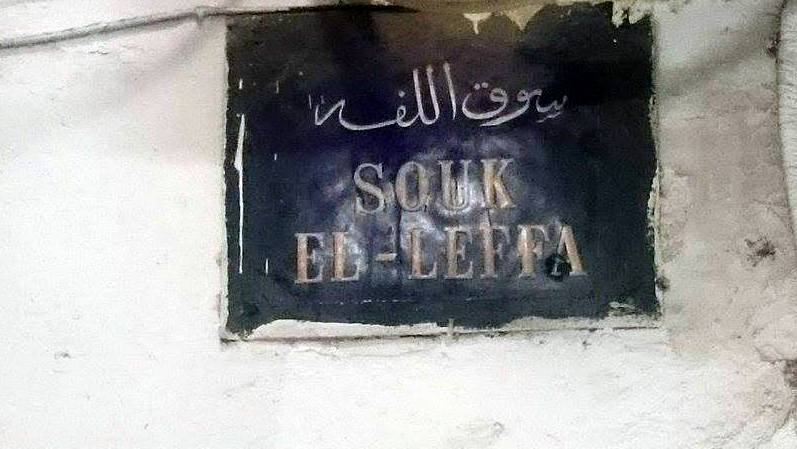
Plaque métallique indiquant le souk El Leffa.

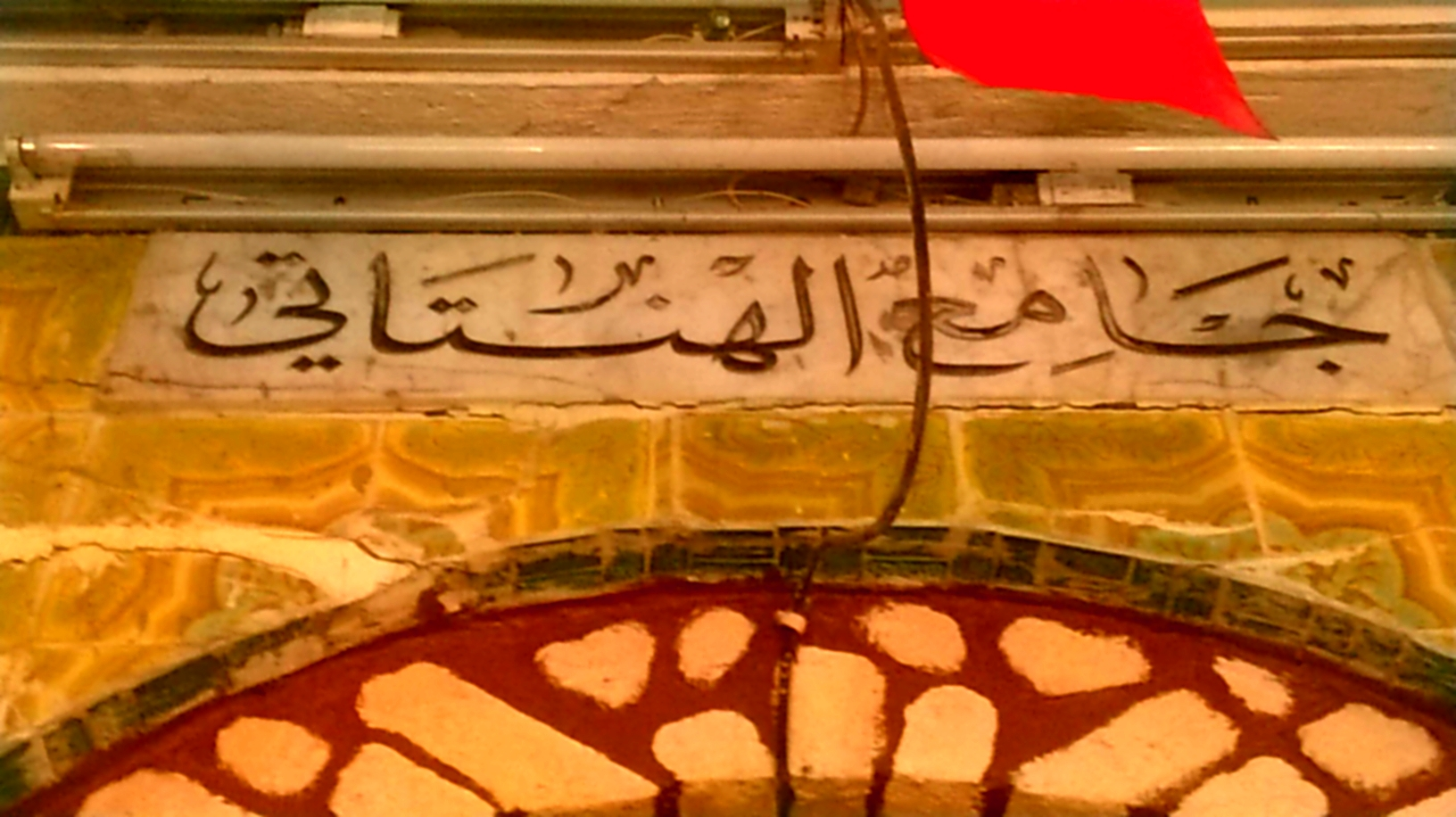
Plaque en marbre indiquant le nom de la mosquée.

Elle se trouve au numéro 88 du souk El Leffa.

## Étymologie
Selon Ibn Khaldoun, El Hentati vient du nom Hentata (arabe : هنتاتة), une tribu berbère masmoudienne dont le chef est Abû Hafs Omar Ben Yahia El Hentati (arabe : أبو حفص عمر بن يحيى الهنتاتي), le premier émir d'Ifriqiya de la dynastie des Hafsides.

## Histoire
Elle est construite pendant le règne des Hafsides, durant lequel l'ibadisme s'est propagé à Tunis.
Il est concentré de nos jours dans l'île de Djerba.